# Умар-хан
Мухаммед Умар-хан (1787–1822) — 10-й правитель Кокандського ханства у 1809—1822 роках, поет. Розширив кордони держави, перетворив столицю на культурний центр.

## Життєпис
Походив з династії мінгів. Син Нарбута-бія та Фахрініси-аїм. Народився 1787 року в Коканді. Брав участь у походах старшого брата — Алім-хана.Наприкінці 1809 року під час походу проти казахів-курамінців приєднався до невдоволених військовиків Ірискулі-бія та Джумабай-кайтака, які з більшою частиною війська повернулися до Коканду. Тут за підтримки знаті та суфіїв оголосив себе ханом, розпустивши чутки, що Алім-хан помер. Останнього невдовзі при спробі зайняти Коканд було вбито. За цим за наказом Умар-хана було вбито його небіж Шахруха, намісника Ташкенту.
Змінив внутрішню політику, повернувши привілеї знаті, суфійського духовенства, дервішів. Водночас зберіг здобутки військової реформи попередника. 1811 року відправив посольство до Російської імперії, з якою уклав угоду щодо безпечності караванних шляхів та обставин відшкодування збитків у випадку нападів на каравани. Це сприяло зростанню торгівлі, з якою значний зиск отримав Коканд, як посередник між Росією та Китаєм.
Відновив війну з курамінцями, захопивши Сайрам і Чимкент. 1815 року завдав поразки бухарському еміру Хайдару, повернувши під владу ханства Туркестан. Змусив казахів Нижньої Сирдар'ї платити данину. 1816 року відвідав гробницю Ахмада аль-Ясаві, принісши в жертву 70 баранів та обдарувавши всіх шейхів цієї святині. Тут він оголосив, що приймає титул амір ал-муслімін (володар мусульман).
Наказав карбувати пули (мідні монети), дирхеми і мірі (срібні), тілля (золоті), що сприяло розвитку економічних відносин, насамперед зовнішньої торгівлі.
У 1817 був приєднаний Ура-Тюбе. За його наказом для охорони кордонів уздовж берегів Сирдар'ї було збудовано фортеці Янгікурган, Джулек, Камишкурган, Ак-Мечеть і Кушкурган. Вони дозволили забезпечити безпечну караванну торгівлю з Російською імперією. В подальшому вів війни з Бухарським еміратом за володіння Джізаком і Зааміном.
У 1819 році було відправлено посольство на чолі з Хаджі Мір-Курбаном до османського султана Махмуда II. Від останнього отримав у подарунок бінокль, халат, револьвер і визнання Умара ханом ханів.
Помер Умар-хан у 1822 році. Йому спадкував син Мухаммед-Алі-хан

## Будівництво
Було побудовано мечеті та медресе у Коканді, Ташкенті, Туркестані, Чимкенті, Сайрамі, Ауліє-ата. Було засноване нове місто Шахрихан.

## Творчість та меценатство
Активно сприяв культурі йнауці. При його дворі склався літературний гурток, де діяло близько 70 поетів, а також художники та каліграфи. Хан сам складав вірші під псевдонімом Амірі. З його доробку зберігся диван з понад 10 тисяч рядків. В інституті Сходознавства імені Абу Райхана Біруні Академії наук Республіки Узбекистан зберігаються 17 його рукописних варіантів, 544 віршів — 465 газелей, 53 мухаммасів (строфа з 5 напіввіршів), 5 мусасадів (строфа, що складається з 6 напіввіршів), 16 туюків (чотиривірш, побудований на грі слів). З них 307 віршів узбецькою мовою 159 — фарсі.